# Sicyodes simplicior
Sicyodes simplicior là một loài bướm đêm trong họ Geometridae.